# Pompes de basket
Pompes de basket (titre original : Sneakers) est une nouvelle de Stephen King publiée pour la première fois en 1988 dans l'anthologie Night Visions 5, puis reprise dans le recueil Rêves et Cauchemars en 1993.

## Résumé
John Tell est un ingénieur du son de New York. Peu sociable, son seul ami est son patron, le réalisateur artistique Paul Jannings, mais leurs relations deviennent malaisées après des avances maladroites de Jannings. Dans le même temps, Tell remarque à plusieurs reprises la présence d'une vieille paire de baskets dans les toilettes du studio d'enregistrement où il travaille. Il s'aperçoit aussi que non seulement les chaussures ne changent jamais de place, mais que des insectes morts s'entassent à ses côtés. Il croit d'abord qu'on lui fait une farce mais ose de moins en moins pénétrer dans ces toilettes et finit par les éviter complètement.
Il finit par questionner un vieil employé du studio qui lui apprend que ces chaussures ont déjà été vues par plusieurs personnes au cours des années précédentes et qu'elles appartenaient à un trafiquant de cocaïne assassiné dans ces toilettes à la fin des années 1970. Rassemblant son courage, Tell pénètre dans les toilettes, où il rencontre le fantôme du trafiquant. Celui-ci lui révèle que c'est Jannings, qui était à l'époque lourdement endetté auprès de lui, qui l'a tué et s'est servi de l'argent volé pour lancer sa carrière. Après ces révélations, le fantôme est enfin libéré, alors que Tell insulte Jannings et quitte son travail.

## Genèse
La nouvelle a été publiée initialement en juin 1988 dans l'anthologie Night Visions 5 éditée par Douglas E. Winter. Alors que celui-ci faisait remarquer à Stephen King qu'il n'y avait plus beaucoup de nouvelles sur des maisons hantées, l'écrivain lui suggéra d'écrire une histoire sur des toilettes hantées.